# Râul Valea Fântânii, Sălăuța
Râul Valea Fântânii este un curs de apă, afluent al râului Sălăuța. 